# Ninsorile abundente din Republica Moldova, aprilie 2017

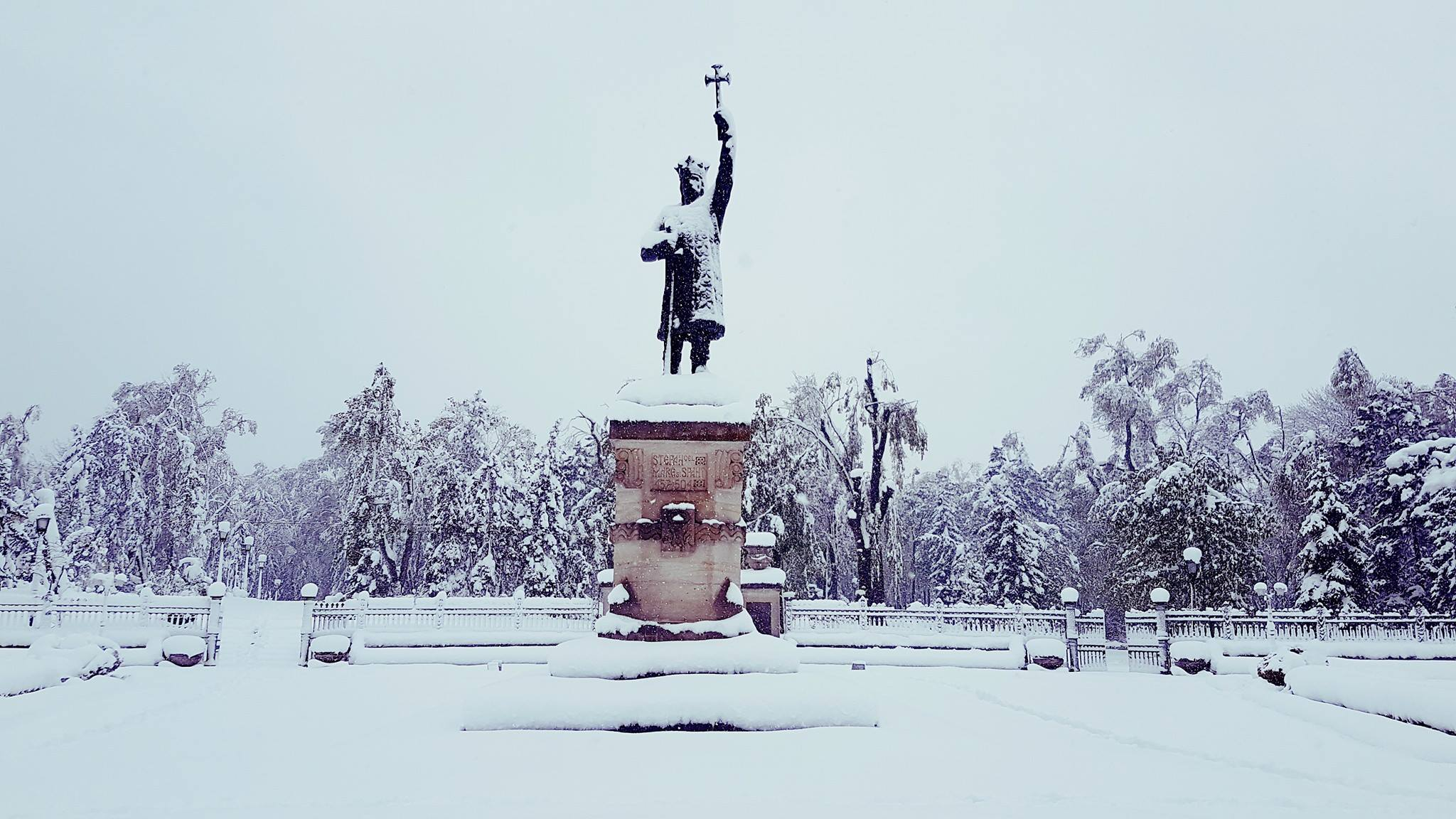
Monumentul lui Ștefan cel Mare, acoperit de zăpadă în aprilie

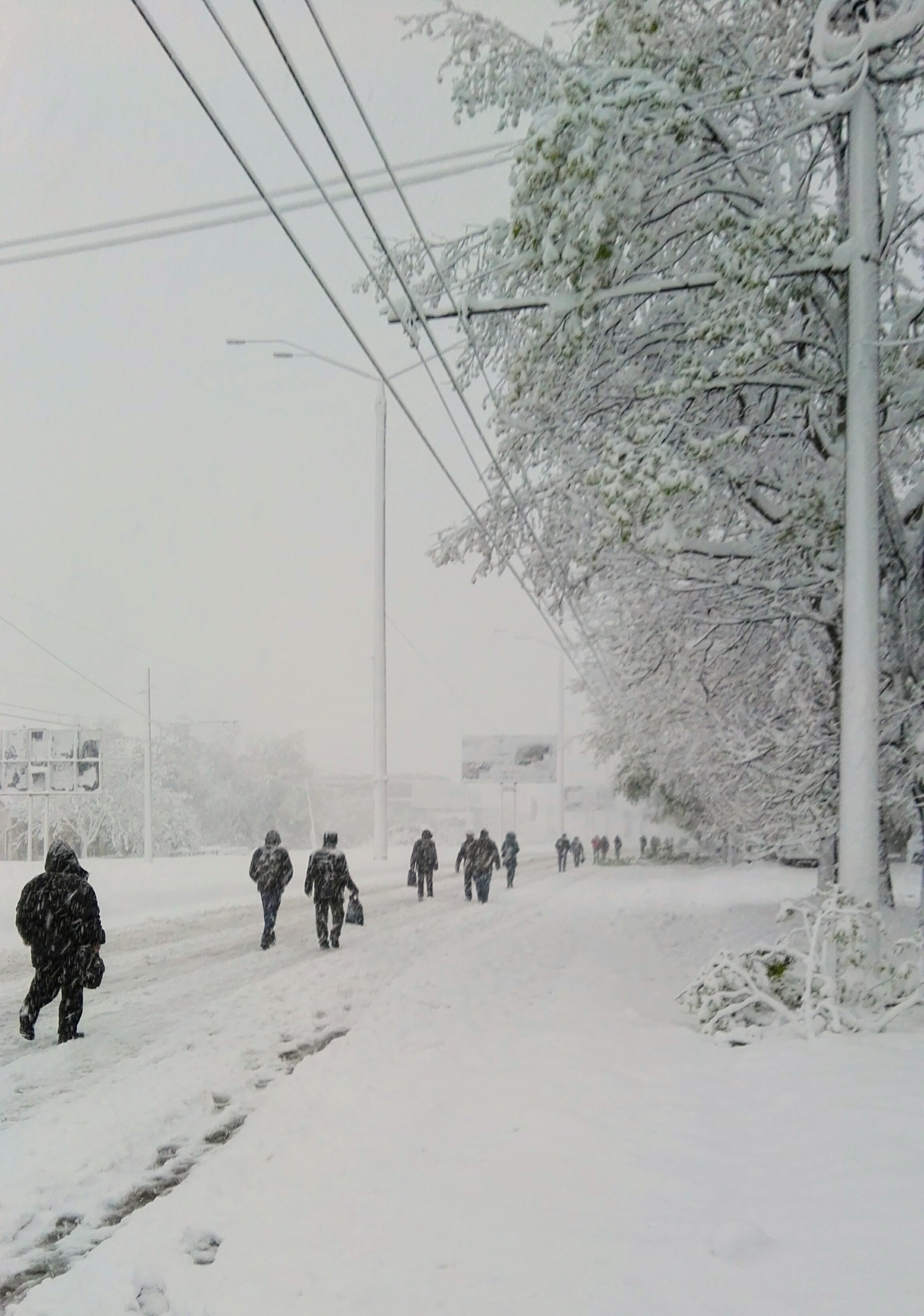
Transportul public fiind paralizat în tot orașul, chișinăuienii merg la serviciu pe jos, pe carosabil

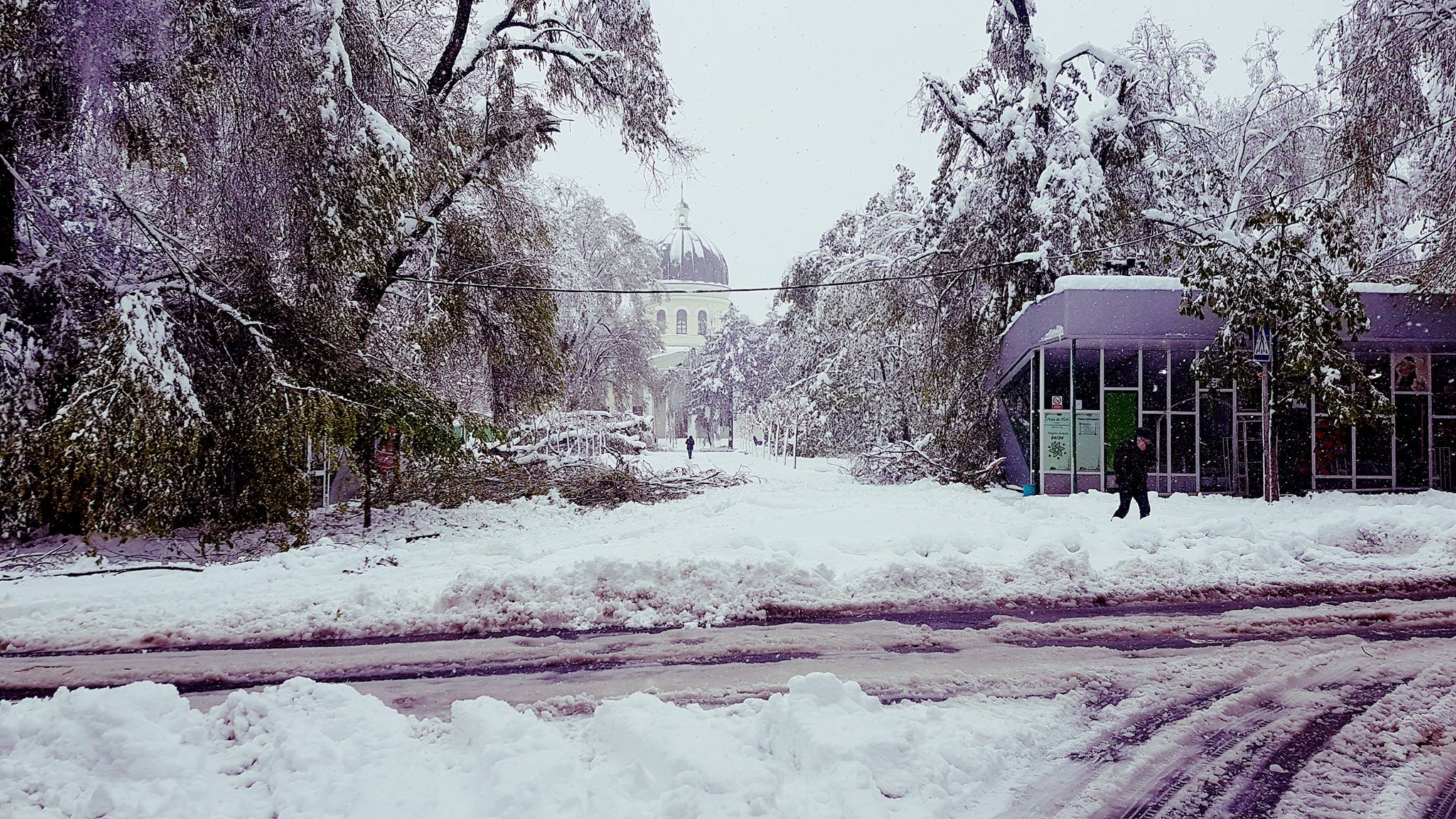
Zăpada a afectat peste 10.000 de copaci înverziți doar în Chișinău

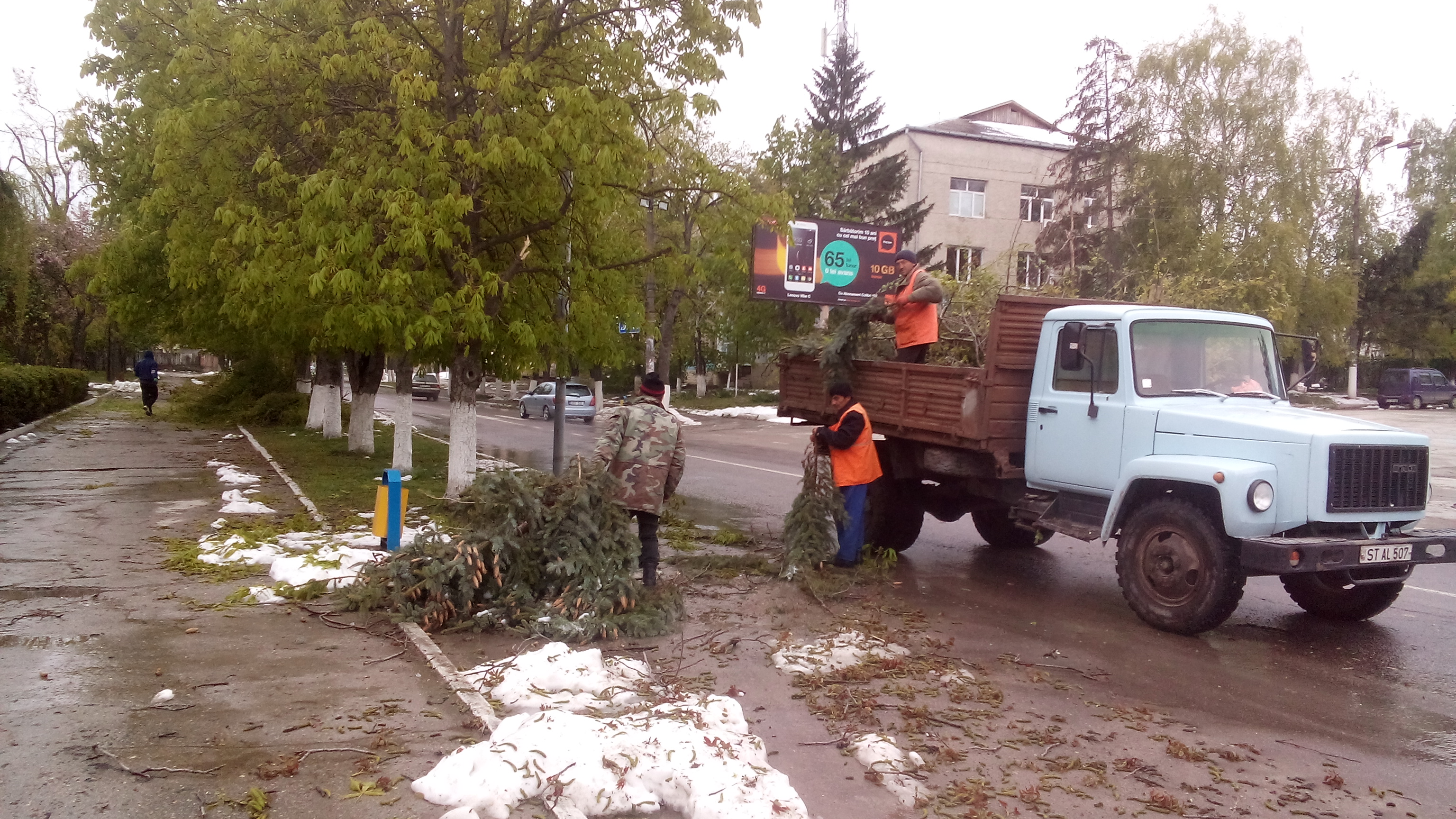
Muncitori evacuând crengile rupte în centrul orașului Strășeni

Ninsorile abundente din aprilie 2017 au început la data de 20 aprilie 2017, continuând și în ziua următoare (21 aprilie), și au provocat prăbușirea a zeci de mii de arbori și arbuști, cât și deconectarea de la energie electrică a sute de localități. Intemperiile au avut loc în centrul și sudul Moldovei, în timp ce nordul țării nu a fost afectat deloc.
La 21 aprilie, președintele Igor Dodon a decretat stare de urgență în toată țara și a dispus mobilizarea armatei pentru lichidarea consecințelor calamității.
Ninsori abundente au avut loc și în sudul țării. A nins abundent și în România, Serbia, Bosnia, Croația.
Vremea rea a afectat 34 mii de hectare de exploatații agricole. În viticultură, 43% din culturi au fost afectate, mai ales vița-de-vie tânără, care nu a rezistat cantităților neobișnuite de zăpadă.
În urma intemperiei, două persoane au murit, cinci persoane au fost rănite, mii de copaci au fost doborâți la pământ și zeci de automobile avariate.
La 22 aprilie, Organizația Națiunilor Unite a donat Serviciului Protecție Civilă și Situații Excepționale ajutor material în valoare totală de aprox. 1.000.000 lei, constând din generatoare pe bază de benzină, motoferăstraie și combustibil. În mai, și Republica Populară Chineză a donat Moldovei 100.000 dolari americani.

## La Chișinău
În capitală, cel mai afectat a fost sectorul Rîșcani. În seara de 20 aprilie la Chișinău a fost anunțată stare excepțională, iar a doua zi stare de urgență. Deciziile au fost luate la ședințele Comisiei pentru situații excepționale din capitală. În dimineața zilei de 21 aprilie, primarul Dorin Chirtoacă a îndemnat lumea să rămână acasă, situația excepțională extinzându-se pe întreg municipiu Chișinău. Timp de aproape o zi, Aeroportul Internațional Chișinău nu a primit curse.
Pagubele în municipiul Chișinău au fost evaluate la 50–70 milioane lei, incluzând: peste 10.000 de arbori doborâți sau cu crengile rupte, peste 100 fire electrice rupte, peste 250 automobile avariate. În urma ninsorilor abundente au fost afectați circa 80% din arborii și arbuștii decorativi care fac parte din colecțiile și expozițiile Grădinii botanice, fapt care a determinat închiderea Grădinii pe o anumită perioadă.
La lichidarea consecințelor catastrofei naturale în Chișinău au participat grupuri de voluntari, care au contribuit la curățarea străzilor și parcurilor de crengi. La 25 aprilie, un muncitor a murit zdrobit de un copac în timpul defrișării crengilor căzute câteva zile mai devreme.

## Victime
| Regiune afectată            | Victime      | Ref.                |
| --------------------------- | ------------ | ------------------- |
| Republica Moldova, Chișinău | 3 (indirect) | [ 9 ] [ 11 ] [ 27 ] |